# ATP Hongkong
Das ATP-Turnier in Hongkong (offiziell Bank of China Hong Kong Tennis Open) ist ein Herren-Tennisturnier in Hongkong, das von 1973 bis 2002 sowie seit 2024 im Freien auf Hartplatz ausgetragen wird.

## Geschichte
Das Turnier war von 1973 bis 1987 Teil des Grand Prix Tennis Circuits. Nach zwei Jahren ohne eine Ausgabe wurde es mit Gründung der ATP Tour Teil ebendieser. Innerhalb der Tour gehörte es zur World Series, der niedrigsten Kategorie. 2003 ging die Lizenz an das Turnier in Bangkok.
Kontroversen erfuhr das Turnier infolge der Bewerbung der Firma Salem, die Tabakprodukte vertreibt. Nach einem Verbot der Werbung für Tabakerzeugnisse 2001 wurde das Logo des Turniers umgestaltet, um weiterhin Salem als Werbepartner abzubilden, was für Kritik sorgte.
Nach 21 Jahren kehrte 2024 ein Herrenturnier nach Hongkong zurück. Es ersetzte das Turnier in Pune in der ersten Kalenderwoche des Jahres. Die Bank of China (Hong Kong) ist der titelgebende Sponsor. Als Teil der ATP Tour 250 hat das Turnier im Einzel 28 Teilnehmer und im Doppel 16 Doppelpaare, wobei die vier am höchsten platzierten Einzelspieler in der ersten Runde ein Freilos erhalten. Durch den Termin Anfang des Jahres ist das Turnier ideal als Vorbereitung auf die Australian Open.
Austragungsstätte war und ist das Victoria Tennis Park Centre.

## Siegerliste
Rekordsieger im Einzel ist der US-Amerikaner Michael Chang, der das Turnier dreimal gewinnen konnte. Im Doppel sind Patrick Galbraith und Jim Grabb mit jeweils zwei Titeln die Rekordsieger.

### Einzel
| Jahr                        | Sieger              | Finalgegner        | Finalergebnis           |
| --------------------------- | ------------------- | ------------------ | ----------------------- |
| 2025                        | Alexandre Müller    | Kei Nishikori      | 6:2, 1:6, 6:3           |
| 2024                        | Andrei Rubljow      | Emil Ruusuvuori    | 6:4, 6:4                |
| 2003–2023: keine Austragung |                     |                    |                         |
| 2002                        | Juan Carlos Ferrero | Carlos Moyá        | 6:3, 1:6, 7:64          |
| 2001                        | Marcelo Ríos        | Rainer Schüttler   | 7:63, 6:2               |
| 2000                        | Nicolas Kiefer      | Mark Philippoussis | 7:64, 2:6, 6:2          |
| 1999                        | Andre Agassi        | Boris Becker       | 6:74, 6:4, 6:4          |
| 1998                        | Kenneth Carlsen     | Byron Black        | 6:2, 6:0                |
| 1997                        | Michael Chang (3)   | Patrick Rafter     | 6:3, 6:3                |
| 1996                        | Pete Sampras (2)    | Michael Chang      | 6:4, 3:6, 6:4           |
| 1995                        | Michael Chang (2)   | Jonas Björkman     | 6:3, 6:1                |
| 1994                        | Michael Chang (1)   | Patrick Rafter     | 6:1, 6:3                |
| 1993                        | Pete Sampras (1)    | Jim Courier        | 6:3, 6:71, 7:62         |
| 1992                        | Jim Courier         | Michael Chang      | 7:5, 6:3                |
| 1991                        | Richard Krajicek    | Wally Masur        | 6:2, 3:6, 6:3           |
| 1990                        | Pat Cash            | Alex Antonitsch    | 6:3, 6:4                |
| 1988–89: keine Austragung   |                     |                    |                         |
| 1987                        | Eliot Teltscher (2) | John Fitzgerald    | 6:7, 3:6, 6:1, 6:2, 7:5 |
| 1986                        | Ramesh Krishnan     | Andrés Gómez       | 7:6, 6:0, 7:5           |
| 1985                        | Andrés Gómez (2)    | Aaron Krickstein   | 6:3, 6:3, 3:6, 6:4      |
| 1984                        | Andrés Gómez (1)    | Tomáš Šmíd         | 6:3, 6:2                |
| 1983                        | Wally Masur         | Sammy Giammalva    | 6:1, 6:1                |
| 1982                        | Pat DuPré           | Morris Strode      | 6:3, 6:3                |
| 1981                        | Van Winitsky        | Mark Edmondson     | 6:4, 6:7, 6:4           |
| 1980                        | Ivan Lendl          | Brian Teacher      | 5:7, 7:6, 6:3           |
| 1979                        | Jimmy Connors       | Pat DuPré          | 7:5, 6:3, 6:1           |
| 1978                        | Eliot Teltscher (1) | Pat DuPré          | 6:4, 6:3, 6:2           |
| 1977                        | Ken Rosewall (2)    | Tom Gorman         | 6:3, 5:7, 6:4, 6:4      |
| 1976                        | Ken Rosewall (1)    | Ilie Năstase       | 1:6, 6:4, 7:6, 6:0      |
| 1975                        | Tom Gorman          | Sandy Mayer        | 6:3, 6:1, 6:1           |
| 1974                        | keine Austragung    | keine Austragung   | keine Austragung        |
| 1973                        | Rod Laver           | Charlie Pasarell   | 6:3, 3:6, 6:2, 6:2      |

### Doppel
| Jahr                        | Sieger                                 | Finalgegner                      | Finalergebnis    |
| --------------------------- | -------------------------------------- | -------------------------------- | ---------------- |
| 2025                        | Sander Arends Luke Johnson             | Karen Chatschanow Andrei Rubljow | 7:5, 4:6, [10:7] |
| 2024                        | Marcelo Arévalo Mate Pavić             | Sander Gillé Joran Vliegen       | 7:63, 6:4        |
| 2003–2023: keine Austragung |                                        |                                  |                  |
| 2002                        | Jan-Michael Gambill Graydon Oliver     | Wayne Arthurs Andrew Kratzmann   | 6:72, 6:4, 7:64  |
| 2001                        | Karsten Braasch André Sá               | Petr Luxa Radek Štěpánek         | 6:0, 7:5         |
| 2000                        | Wayne Black Kevin Ullyett              | Dominik Hrbatý David Prinosil    | 6:1, 6:2         |
| 1999                        | James Greenhalgh Grant Silcock         | Andre Agassi David Wheaton       | kampflos         |
| 1998                        | Byron Black Alex O’Brien               | Neville Godwin Tuomas Ketola     | 7:5, 6:1         |
| 1997                        | Martin Damm Daniel Vacek               | Karsten Braasch Jeff Tarango     | 6:3, 6:4         |
| 1996                        | Patrick Galbraith (1) Andrei Olchowski | Kent Kinnear Dave Randall        | 6:3, 6:7, 7:6    |
| 1995                        | Tommy Ho Mark Philippoussis            | John Fitzgerald Anders Järryd    | 6:1, 6:7, 7:6    |
| 1994                        | Jim Grabb (2) Brett Steven             | Jonas Björkman Patrick Rafter    | kampflos         |
| 1993                        | David Wheaton Todd Woodbridge          | Sandon Stolle Jason Stoltenberg  | 6:1, 6:3         |
| 1992                        | Brad Gilbert Jim Grabb (1)             | Byron Black Byron Talbot         | 6:2, 6:1         |
| 1991                        | Patrick Galbraith (1) Todd Witsken     | Glenn Michibata Robert Van’t Hof | 6:2, 6:4         |
| 1990                        | Pat Cash Wally Masur                   | Kevin Curren Joey Rive           | 6:3, 6:3         |
| 1988–89: keine Austragung   |                                        |                                  |                  |
| 1987                        | Mark Kratzmann Jim Pugh                | Marty Davis Brad Drewett         | 6:7, 6:4, 6:2    |
| 1986                        | Mike DePalmer Gary Donnelly            | Pat Cash Mark Kratzmann          | 7:6, 6:7, 7:5    |
| 1985                        | Brad Drewett Kim Warwick               | Jakob Hlasek Tomáš Šmíd          | 3:6, 6:4, 6:2    |
| 1984                        | Ken Flach Robert Seguso                | Mark Edmondson Paul McNamee      | 6:7, 6:3, 7:5    |
| 1983                        | Drew Gitlin Craig D. Miller            | Sammy Giammalva Steve Meister    | 6:2, 6:2         |
| 1982                        | Charles Strode Morris Strode           | Kim Warwick Van Winitsky         | 6:4, 3:6, 6:2    |
| 1981                        | Chris Dunk Chris Mayotte               | Marty Davis Brad Drewett         | 6:4, 7:6         |
| 1980                        | Peter Fleming Ferdi Taygan             | Bruce Manson Brian Teacher       | 7:5, 6:2         |
| 1979                        | Pat DuPré Bob Lutz                     | Steve Denton Mark Turpin         | 6:3, 6:4         |
| 1978                        | Mark Edmondson John Marks              | Hank Pfister Brad Rowe           | 5:7, 7:6, 6:1    |
| 1977                        | Syd Ball Kim Warwick                   | Marty Riessen Roscoe Tanner      | 7:6, 6:3         |
| 1976                        | Hank Pfister Butch Walts               | Anand Amritraj Ilie Năstase      | 6:4, 6:2         |
| 1975                        | Tom Okker Ken Rosewall                 | Bob Carmichael Sandy Mayer       | 6:3, 6:4         |
| 1974                        | keine Austragung                       | keine Austragung                 | keine Austragung |
| 1973                        | Colin Dibley Rod Laver                 | Paul Gerken Brian Gottfried      | 6:3, 5:7, 17:15  |